# Krämaren 2
| Fastighetens huvudbyggnad mot Wallérs plats. |  | Fastighetens huvudbyggnad mot Wallérs plats. |
| Fastighetens huvudbyggnad mot Wallérs plats. |  |                                              |

Krämaren 2 är en kulturhistorisk värdefull fastighet på Wallérs plats i centrala Visby. Fastigheten består av fyra byggnader och bevarar delar av medeltida bebyggelsen. Det nuvarande utseende härrör i huvudsak från en om- och tillbyggnad i början av 1900-talet.

## Historik
Fastigheten Krämaren 2 utgjorde en stor tomt tillsammans med nuvarande Krämaren 1 på kartor från 1696-97 och 1856. På tomten fanns det 1785 ett stenhus med tegeltak, ett trä- och ett tegelhus med tegeltak samt en drängstuga och fähus. Fastigheten var 1883 bebyggd med ett större hus mot Wallérs plats och ett mindre hus mot Knägränd samt två gårdshus.
På fastigheten finns det idag fyra byggnader. Huvudbyggnaden som upptar hela fastighetens sida mot Wallérs plats har medeltida murverk och träkonstruktioner i skiftesverk och korsvirke men är i huvudsak uppfört med resvirkesstomme 1905 efter ritningar av N. Börring. Huset rymmer bostäder och affärslokal. Därutöver finns en länga från 1990-talet som innehåller en bostadslägenhet, ett gårdshus uppförd omkring 1800 och ett cykelskjul från 1990.
I affärslokalerna fanns det 2024 en ostbutik och en smyckesaffär.

## Kulturhistoriskt skydd
Sedan 1995 är fastigheten ett byggnadsminne.